# تام برادشاو (بازیکن فوتبال، زاده ۱۹۹۲)
تام برادشاو (انگلیسی: Tom Bradshaw؛ زادهٔ ۲۷ ژوئیهٔ ۱۹۹۲) بازیکن فوتبال اهل بریتانیا است.
از باشگاه‌هایی که در آن بازی کرده‌است می‌توان به باشگاه فوتبال والسال و باشگاه فوتبال شروزبری تاون اشاره کرد.
وی همچنین در تیم‌های ملی فوتبال Wales national under-19 football team، زیر ۲۱ سال ولز، و ولز بازی کرده‌است.